# 6087 Lupo
6087 Lupo este o planetă minoră (asteroid), cu un diametru de 1,544 km, din centura de asteroizi. A fost descoperită pe 19 martie 1988 la Observatorul Palomar de Carolyn S. Shoemaker. 
Obiectul prezintă o orbită caracterizată de o semiaxă mare de 1,9300155 UAi, o excentricitate de 0,08, o înclinație de 22,61222 ° în raport cu ecliptica.